# Megachile subatrella
Megachile subatrella är en biart som beskrevs av Rayment 1939. Megachile subatrella ingår i släktet tapetserarbin, och familjen buksamlarbin. Inga underarter finns listade i Catalogue of Life.